# Список послів Китаю в Німеччині
Посол Китаю в Німеччині є офіційним представником Китайської Народної Республіки y Федеративній Республіці Німеччина . 
Китайсько-німецькі відносини  були офіційно встановлені в 1861 році, уклали китайсько-німецький договір під час експедиції Ейленбурга.

## Список представників
1. Liu Xihong[de] (1877–1878)[1]
2. Li Fengbao[de] (1879–1884)[1]
3. Xu Jingcheng[de] (1884–1887)[1]
4. Hong Jun[de] (1887–1890)[1]
5. Xu Jingcheng[de] (1890–1897)[1]
6. Lü Haihuan[de] (1898–1901)[1]
7. Yin-Chang[de] (1901–1905)
8. Yang Sheng[de] (1905–1907)
9. Sun Baoqi[de] (1907–1908)
10. Yang Sheng[de] (1908–1909)
11. Yin-Chang[de] (1909)
12. Liang Chen[de] (1910–1913)[1]

## Дивись також
- Китайсько-німецькі відносини

## Зноски
1. 1 2 3 4 5 6 7  Gütinger, Erich (2004). Die Geschichte der Chinesen in Deutschland: ein Überblick über die ersten 100 Jahre ab 1822. Münster: Waxmann Verlag. с. 134. ISBN ISBN 3-8309-1457-1. {{cite book}}: Перевірте значення |isbn=: недійсний символ (довідка)